# Tino Anjorin
Faustino Adebola Rasheed Anjorin (ur. 23 listopada 2001 w Poole) – angielski piłkarz nigeryjskiego pochodzenia występujący na pozycji pomocnika w angielskim klubie Huddersfield Town. Wychopowanek Chelsea, w trakcie swojej kariery grał także w Lokomotiwie Moskwa. Młodzieżowy reprezentant Anglii.